# مات بوين
مات بوين (بالإنجليزية: Matt Bowen)‏ هو لاعب كرة قدم أمريكية أمريكي، ولد في 12 نوفمبر 1976 في غلن إلين في الولايات المتحدة.

## وصلات خارجية
- مات بوين على موقع مرجع كرة القدم المحترفة.كوم (الإنجليزية)